# Cận duyên hải
Cận duyên hải là vùng thủy phận sát bờ biển.

## Định nghĩa

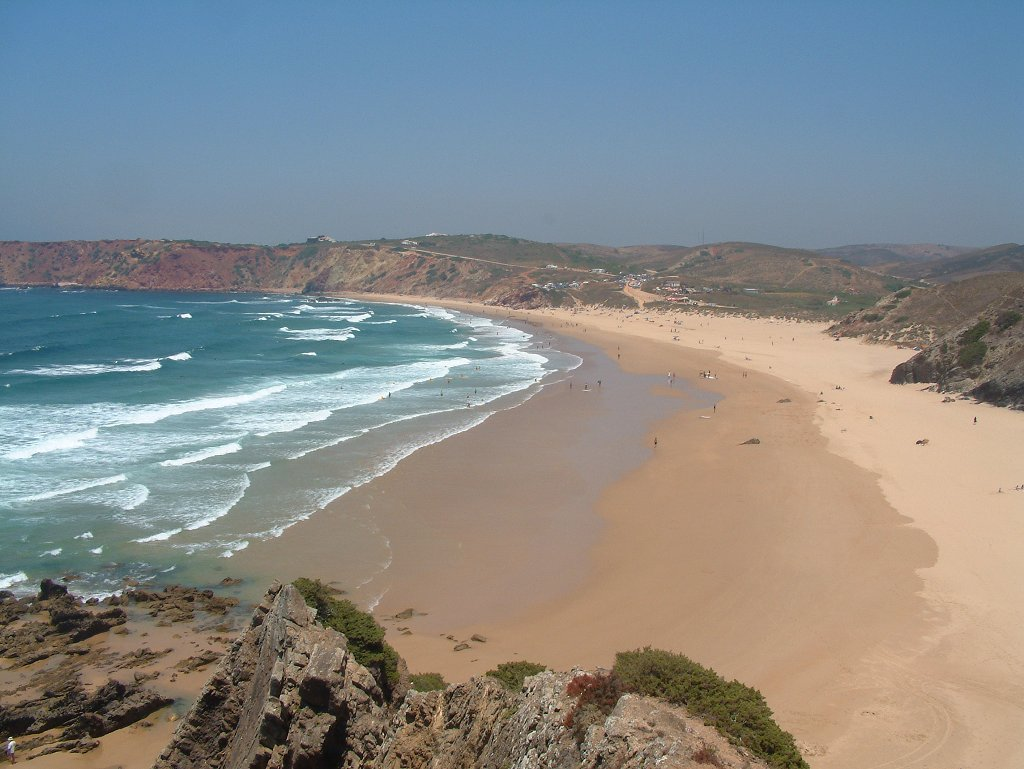
Vùng biển cận duyên

Trong hải dương học (tiếng Anh: oceanography) và sinh vật học hải dương (marine biology) thì khu vực cận duyên là vùng nước từ bờ biển trở ra khơi cho tới thềm lục địa.
Vùng cận duyên còn được chia thành ba phần: cận duyên cạn, cận duyên giữa và cận duyên sâu (Tiếng Anh: supralittoral, eulittoral và sublittoral).
Cận duyên cạn là vùng có thể bị ngập mỗi khi có bão lớn làm nước dâng cao, nhưng thường là khô ráo. Địa hình cận duyên cạn có thể bao gồm mũi đất và cồn cát ven biển.
Cận duyên giữa vùng nước dao động do thủy triều lên xuống giữa mức nước lớn và nước ròng. Những bãi biển xoải cát, cửa sông hoặc những mỏm đá thấp thường được gom vào khu vực này.
Cận duyên sâu là vùng nước luôn bị ngập.
Về mặt pháp lý, định nghĩa cận duyên thay đổi tùy quốc gia hoặc cơ quan. Đối với Hải quân Hoa Kỳ thì mực nước sâu 60 mét (200 feet) được dùng làm giới hạn của vùng cận duyên. 